# چنیویل (لوئیزیانا)
چنیویل (به انگلیسی: Cheneyville) شهری در ایالت لوئیزیانا کشور ایالات متحده آمریکا است که جمعیت آن در سرشماری سال ۲۰۱۰ میلادی، ۶۲۵ نفر بوده‌است.